# Latouche-Tréville (1892)
Latouche Tréville – francuski krążownik pancerny z końca XIX wieku i I wojny światowej, typu Amiral Charner. Okręt nazwano na cześć admirała Louis-René Levassor de Latouche Tréville.
Krążownik wyposażony był w 16 kotłów parowych  Belleville i dwie maszyny parowe potrójnego rozprężania (z tłokami poziomymi). Okręt uzbrojony był w dwie armaty okrętowe kalibru 194 mm L/45 Mle 1887 w wieżach na dziobie i rufie, sześć armat kalibru 138 mm L/45 Mle 1887 lub 1891 w wieżach po 3 w każdej burcie, cztery armaty dziewięciofuntowe (65 mm), cztery armaty trzyfuntowe (47 mm), sześć armat rewolwerowych 1-funtowych (37 mm) i cztery wyrzutnie torped kal. 450 mm.

## Służba
23 września 1908 na okręcie doszło do eksplozji wskutek pęknięcia 174-milimetrowego działa.
„Latouche Tréville” brał udział w I wojnie światowej, działając na Morzu Śródziemnym. Podczas działań w Cieśninie Dardanelskiej został uszkodzony przez turecką artylerię. Pod koniec wojny służył jako stacjonarny okręt szkolny na Korfu. 1 maja 1919 został rozbrojony, a 21 czerwca 1920 skreślony z listy floty. Został następnie sprzedany firmie pracującej przy wydobyciu wraku pancernika „Liberté” w Tulonie, gdzie służył jako keson (ponton?). Złomowany w 1926.